# Symmachia hippodice
Symmachia hippodice is een vlindersoort uit de familie van de prachtvlinders (Riodinidae), onderfamilie Riodininae.
Symmachia hippodice werd in 1903 beschreven door Godman.